# Donovan's Reef
La taberna del irlandés  (título original: Donovan's Reef ) es una película estadounidense producida en 1963 y protagonizada por John Wayne. Fue dirigida por John Ford y rodada en Kauai, Hawái. Es una película que clama contra la injusticia del racismo de los años de la postguerra. Se trata de una deliciosa comedia, considerada una obra menor dentro de la cinematografía de Ford.
El reparto incluye a Elizabeth Allen, Lee Marvin, Jack Warden, Dorothy Lamour y Cesar Romero.

## Argumento
En la isla Haleakaloha de la Polinesia Francesa se han establecido tres antiguos veteranos de guerra:  Michael "Guns" Donovan (Wayne) que regenta la taberna Donovan´s reef, su antiguo compañero Thomas "Boats" Gilhooley (Marvin), quienes coincidieron en el mismo barco durante la guerra y William "Doc" Dedham (Warden) antiguo oficial y el único médico del archipiélago. Los tres viven apaciblemente en su paraíso particular donde, especialmente Wayne y Marvin, comparten bebidas, aventuras y peleas en la taberna de Donovan.  
Sin embargo su idílica vida se verá trastocada con la llegada de la rica Miss Amelia Dedham (Allen), dirigente de una gran empresa de barcos en Boston, que viene con el propósito de encontrar a su padre, el doctor Dedham, con el que nunca ha estado y quien tiene tres hijos, Lelani (Jacqueline Malouf), Sally (Cherylene Lee) y Luke Dedham (Jeffrey Byron), fruto de una relación con una nativa de las islas. Para ocultar este hecho, Donovan se hará pasar por el padre de los tres hijos del doctor lo que traerá un sinfín de malentendidos, enredos y enfrentamientos entre los protagonistas. 
Adicionalmente el gobernador de la isla, que también se entera de la llegada de Amelia, trata de casarse con Amelia por su dinero e intriga para conseguirlo, lo que llevará a adicionales enredos. Sin embargo, poco a poco, Amelia se dará cuenta que algo no cuadra y empieza a investigar. Finalmente ella descubre la verdad y la acepta, acepta a sus familiares, que no conocía, repudia al gobernador por sus intrigas y, a pesar del engaño, se enamora de Donovan. Los dos finalmente se casan y se quedan en la isla con los demás. 

## Reparto
- John Wayne como Michael Patrick "Guns" Donovan.
- Elizabeth Allen como Amelia Dedham.
- Jacqueline Malouf como Lelani Dedham, hija mayor del doctor Dedham nativa de la isla.
- Lee Marvin como Thomas Aloysius "Boats" Gilhooley.
- Jack Warden como Dr. William Dedham.
- Cesar Romero como Marquis Andre de Lage, gobernador francés de la isla.
- Dorothy Lamour como Miss Lafleur, Novia esporádica de Gilhooley.
- Cherylene Lee como Sally Dedham, hija menor del doctor Dedham nativa de la isla.
- Jeffrey Byron como Luke Dedham, hijo más joven del doctor.
- Marcel Dalio como el Padre Cluzeot.
- Mike Mazurki como el policía.
- Patrick Wayne (hijo real de John Wayne) como un oficial naval australiano.

## Resultados

### Crítica
La película obtuvo críticas regulares y en general está considerada una obra mediocre, con un guion predecible, chistes y chascarrillos que se basan en la explotación de prejuicios (para criticar el racismo imperante), de continuas peleas y referencias al puritanismo de la época. Es una película contra el racismo de la postguerra pero muy inferior a otras películas tanto americanas como japonesas sobre la época. A.H. Weiler del New York Times escribió de la película que era "puro artificio efectuado para los amigos de pasarlo bien con un estilo verdaderamente contagioso", Por su parte Variety dijo de ella que se había empleado la "ley del mínimo esfuerzo" aunque alabó el trabajo en fotografía. Decine21 escribe, que la película es "una de las películas con más sentido del humor de John Ford, y una espléndida interpretación de su actor favorito: John Wayne".

### En taquilla
La taberna del irlandés obtuvo un discreto éxito financiero. Con un presupuesto de $2.686.000 la película recaudó en Norteamérica $6,600,000 y ocupó el puesto número 24 de las películas más taquilleras de 1963 obtebiendo unos beneficios de 3,3 millones de dólares.